# Велізька справа
Велізька справа — одна з кримінальних справ в Російській імперії про Ритуальне вбивство. Розпочата в травні 1823 року і завершена в січні 1835 року. Пр цій справі було взято під арешт в близько 50 звинувачених, які провели у в'язниці 9 років, четверо з них померли в ув'язненні, декілька втекли, 39 були звільнені постановою Сенату, 3 особи (ті що визнали свою провину й свідчили супроти інших) були вислані у Сибір за «самообмову і за наклеп».

## Передісторія
У 1817 році відбулося вбивство у Веліжі двох християнських хлопчиків, тіла були викинуті у річку Двіну. Тіла були виявлені через рік у лісі.
У 1817 відбулося вбивство дорослої дворянки Дворжицької.
1818 рік вбивство малолітнього Якова Ковальова.
1819 рік, вбивство двох бідних дівчат-сиріт в корчмі біля Веліжа, які просили милостиню.
1821 чи 1822 рік, вбивство чотирьох дітей-сиріт в корчмі біля Веліжа, також тих, які ходили просити милостиню.
У 1822 — живописець Александр Орловський на замовлення католиків Веліжа написав картину із зображенням ритуального вбивства. Одному із зображених Орловський надав портретну схожість з відомим жителем Ленчиці. Картина була виставлена на фасаді місцевої церкви. За скаргою влада зняла картину, однак у березні 1823, а Орловський написав ще один варіант того ж сюжету і знову зобразив на ньому персонажі дуже подібні до представникі місцевої національно-віросповідної меншини. Тоді вже владі, через протести місцевих християн, картину зняти не вдалося.

## Вбивство і перше розслідування
У перший день Великодня 22 квітня 1823 у Веліжі y Агафії Іванової зник трирічний син Федір Ємільянов; через тиждень він був знайдений в лісі за містом мертвим, тіло було з ознаками ритуального вбивства. Біля місця знайдення тіла були виявлені сліди кінної кованої брички. Опис знайденого тіла хлопчика є в «Записці про ритуальні вбивства» : 
 «По всьому тілу були нашкірні садини, ніби шкіру сильно чимось терли; нігті були обрізані аж до м'яса; по всьому тілу безліч невеликих ран, ніби проткнути цвяхом; сині, затікші кров'ю ноги доводили, що під колінами покладена була міцна пов'язка; ніс і губи сплеснуті, також від колишньої пов'язки, яка залишила навіть багряний знак на потилиці, від вузла; і, нарешті, над хлопчиком було вчинено жидівське обрізання. Все це доводило безсумнівно, як це сказав під присягою лікар, що дитина була замучена умисно і усвідомлено; зі стану кишечника було видно, що він утримувався декілька днів без їжі. Злочин був здійснений над роздітою дитиною, а тіло було потім обмите і одіте, бо на білизні і на одязі не було ніяких ознак крові».
.
Насамперед мати дитини заявила владі, що Марія Терентьєва, поворожила що до знаходження дитини і сказала їй, що син перебуває «в домі євреїв Берліних і вночі буде замученим»; це підтвердила і 19-річна хвора дівчина Єремеєва, до якої Агафія звернулася, знаючи, що та славилась в народі здатністю передбачати". Пізніше слідчою комісією було виявлено що Тєрентєва була співучасником злочину, за її свідченнями, а Єремеєва випадковим свідком розмови звинувачених у цьому вбивстві..
У Берліних був вчинений обшук але нічого підозрілого не було виявлено, тільки господар неправдиво свідчив що у нього немає підвалу, але їх виявилося аж два. Один з трьох чиновників, котрі проводили обшук, був близьким родичом Берліних і пізніше звинувачувався у причетності до цього вбивства (були свідчення, що в час того обшуку викрадена дитина знаходилась в його домі). Шмерка Берлін був багатим купцем і реальним власником кріпаків, куплених фіктивно на ім'я іншої особи яка числилася християнином.
Сім жінок свідчили під присягою що ранім ранком, в день знайдення тіла вбитої дитини, бачили парну єврейську бричку, котра максимально швидко їхала у ту сторону де було знайдено тіло і швидко повернулася назад у місто. А одна з них свідчила що в бричці сидів прикажчик Берліних Іосель з іншим євреєм. Прикажчик і кучер це заперечували, але поліцією було встановлено що вони таки їхали на бричці у цей день і що ця бричка стояла у дворі Берліних.
Справа була передана в повітовий суд Веліжа, котрий 16 червня постановив: «за недостатністю доказів жидів звільнити від звинувачення у вбивстві дитини; але Ханну Цетлін й Іоселя залишити як підозрюваних, а Шмерку Берліна зі спільниками звинуватити в розповсюджені наклепницьких чуток про причину смерті дитини, яка, ймовірно, є вбитою жидами». Останні поширювали чутки що дитина була нібито вбита з дробовика приїзжим в місто на бричці римо-католицьким священиком.
Вищестоячий губернський суд погодився з цим рішенням 22 листопада 1823 року, додавши, те, що так як дитина була вбита умисно, то потрібно намагатися розкрити цей злочин. Губернатор затвердив це рішення і справу було закрито.

## Друге розслідування
У 1825 році, в час проїзду через Веліж імператора Олександра I, солдатка Терентьєва подала прохання, в якому назвала вбитого Федора Ємельянова своїм сином, скаржачись на бездіяльність місцевої влади при розгляді справи про вбивство. Де і звинувачувала євреїв у вбивстві.
Справа була поновлена, слідство було доручено чиновнику під наглядом генерал-губернатора князя  Миколи Хованського. А потім був присланий ще і генерал-майор Шкурін й була створена слідча комісія, бо жиди звернулися до графа  Миколи Мордвинова, який займав пост голови департаменту цивільних і духовних справ Державної Сенату. Ця скарга в копії, без підпису скаржників, була доставлена царю, і внаслідок була покладена на неї резолюція «послати для наляду за порядком слідства». Тому у Веліж ще і прибув флігель-ад'ютант полковник Павло Шкурин.
Справа була і так дуже заплутаною але стала ще більш складною, бо до неї були долучені ще й інші провадження: про викрадення з храму антимінса, про осквернення євреями християнських святинь, про втягнення в юдейську віру трьох християн, і про вбивства ще 8 дітей у Веліжі й в його околицях, котрі мали ознаки ритуальних злочинів, з 1817 по 1823 роки.
Поступово було взято під арешт близько 50 осіб, частина з них робила спроби втечі, кільком вдалося зникнути, четверо підозрюваних померли.
Це слідство тривало до 1829 року, найперше через одностайне затягування слідства звинуваченими і через заплутаність у свідченнях.
У загальному слідство, згідно книги В. Даля, встановило наступну картину вчинення цього злочину: У Великій піст, за тиждень до єврейського Песаха, євреї попросили свою наймитку християнку «дістати» християнського хлопчика. Та, пригостивши малолітнього Федора Ємільянова цукром, привела його у дім тих євреїв. За що «отримала винагороду грішми й алкоголем». Ввечері їй наказали перевести цього хлопчика в дім згаданого вище Берліна. А перед обшуком в домі Берліна дитину було переведено в дім одного з поліцейських. Дитину у ці дні не годували. У Берліних над хлопчиком здійснили обряд обрізання і обстригло йому нігті до самого м'яса. Потім розділи і поклали в спеціальну бочку, закрили в ній і протягом двох годин безперервно катали цю бочку з дитиною по підлозі. Звідти Федора вийняли «червоного як обпеченого». Завязавши рот хусткою вони перенесли його в єврейську школу де був вже присутній натовп євреїв (біля п'ятдесяти осіб обох статей). Розв'язали йому рот, зв'язали ноги під колінами і поклали в корито на столі. Далі вони усі вдарили його по черзі по щоці, потім їм подали великий гострий і «світлий» (мабуть срібний) цвях, котрим усі по черзі завдавали колоті рани дитині, починаючи з його тім'я. Спочатку Федір кричав, потім замовчав, «тільки дивився на усіх тяжко дихаючи і стікаючи кров'ю». Потім тіло обмили від крові, й оділи. Далі жиди оскверняли вкрадений в храмі антимінс. Це усе тривало усю ніч. Спочатку жиди хотіли вкинути тіло мученика у річку руками їх наймиток-слов'янок, але побоялися там бути виявленими, тому понесли тіло в лісове болото, що і вчинили. Жиди на бричці перевірили виконання наказу їх наймитками. Пізніше ці же наймитки «частину відібраної крові відносили до жидів у Вітебськ», «для приготування маци» і «для вживання змішаної з медом».
Слідством було зафіксовано спробу євреїв підкупити греко-католицького священика Мартусевича, духівника в'язниці, аби він вмовив свідків відмовитися від їх свідчень.
Підозрювані посилалися на повеління польського короля Сигизмунда і на указ імператора Олександра І (від 28 лютого 1817 року) про заборони звинувачування євреїв у вчинені ритуальних вбивств. А також євреї стверджували, що «те такі побожні аби брати участь у такій справі». Цей указ імператора, й при його великій політичній складовій, стосувався тільки заборони узагальнень стосовно усіх євреїв, а не заборони відкриття конкретних кримінальних справ по звинуваченню в ритуальних вбивствах.

## Розгляд Сенатами, урядовим і державним
Хованський відправив 2 жовтня 1829 року царю кримінальну справу, складену слідчою комісією, і тоді вона надійшла до Сенату. Князю Хованському було запропоновано передати матеріали справи міністру юстиції. Наприкінці березня 1830 року раптово помер (чи загинув) Страхов, один з слідчих і представник сторони звинувачення.
Хоча з передачею справи в Сенат місія Хованського була завершена, але він все-таки продовжував збирати докази проти підсудних. 1 серпня 1830 він просив обер-прокурора  Священного синоду знайти відомості прο Гавриїла з Білостока, замученого в 1690 році мощі якого зберігалися в монастирі поблизу Слуцька, за вбивство котрого були осуджені євреї.
У 1829 році спава була передана в Урядовий Сенат.
Заступник міністра юстиції, статс-секретар граф Віктор Панін, взяв на себе апеляційний розгляд цієї справи, представляючи її Сенату. Панін доводив неспроможність звинувачення і зажадав негайного звільнення євреїв від суду і слідства. Майже всі сенатори 2 відділення V департаменту висловилися (1 грудня 1831 р.) за засудження винних. На загальних зборах ΙV, V і Межового департаменту Сенату (січень 1833): всі сенатори визнали що підсудні заслуговують суворої кари. Але виникла суперечність з приводу міри покарання (мабуть деякі сенатори навмисно підтримували цю розбіжність, щоб дати справі подальший хід).
Через не визначення міри покарання справу було передано в Державний Сенат. Це дало можливість графу Миколі Мордвинову, як голові департаменту цивільних і духовних справ, безпосередньо впливати на процес. У п'яти засіданнях департаменту (травень-жовтень 1834 р.) він ознайомив своїх колег по департаменту з цією складною і громіздкою справою (чи тільки зі своїм баченням цієї справи, бо юридичні аргументи слідства він не заперечував). Мордвинов однозначно заявив, що євреї «стали жертвою змови затьмарених упередженням і фанатизмом слідчих на чолі з князем Хованським». Члени департаменту погодилися у цьому зі своїм начальником Мордвіновим. 4 (18) січня 1834 року Державним Сенатом було постановлено:
1) «Жидів, підсудних у справі про вбивство солдатського сина Ємельянова і по іншим подібним справам, також і у справі про осквернення християнської святині, від суду і слідства звільнити, за не доведеністю провини.
2)Звинувачувачів, християнок: селянку Терентьєву, солдатку Максимову і шляхтичку Козловську, не довівши вчинення тих злочинів, у яких вони визнавали свою причетність, тому винних в обмовах, вислати в Сибір на поселення, позбавивши Козловську дворянства».

## Наслідки
- Вдячні Мордвинову Велізькі євреї ввели в одну зі своїх молитов додатковий вірш: «І буде Мордвинов пом'янутий для добра».
- Велізька справа привернула до себе широку суспільну увагу. Трагедія Михайла Лермонтова «Іспанці» написана під враженням Велізької справи[3].
- Розслідування Велізької справи докладно описано в «Записці про ритуальні вбивства» у 1844 році.